# Chłopcy z Brazylii
Chłopcy z Brazylii (tytuł oryg. The Boys from Brazil) – amerykańsko-brytyjski dreszczowiec science-fiction z 1978 w reżyserii Franklina J. Schaffnera. Scenariusz autorstwa Heywooda Goula powstał na podstawie powieści o tym samym tytule Iry Levina z 1976. W rolach głównych wystąpili Gregory Peck, Laurence Olivier i James Mason.
Ezra Lieberman (Olivier), stary Żyd i były więzień obozu koncentracyjnego, od wielu lat tropiący dawnych nazistów, trafia na ślad doktora Josefa Mengele (Peck), zbrodniarza wojennego oraz twórcy okrutnych eksperymentów na ludziach w Oświęcimiu. Ukrywający się w Ameryce Południowej lekarz próbuje, z pomocą misternie skonstruowanego planu, przywrócić hitlerowską ideę III Rzeszy. Wkrótce w Europie dochodzi do tajemniczych zabójstw urzędników państwowych, będących po sześćdziesiątym roku życia.

## Obsada
Opracowano na podstawie materiału źródłowego:

- Gregory Peck – doktor Josef Mengele
- Laurence Olivier – Ezra Lieberman
- James Mason – pułkownik Eduard Seibert
- Lilli Palmer – Esther Lieberman, siostra Ezry
- Uta Hagen – Frieda Maloney
- Steve Guttenberg – Barry Kohler
- Denholm Elliott – Sidney Beynon, dziennikarz, znajomy Ezry
- Rosemary Harris – pani Doring
- John Dehner – Henry Wheelock
- John Rubinstein – David Bennett
- Anne Meara – pani Curry
- Jeremy Black – Jack Curry / Simon Harrington / Erich Doring / Bobby Wheelock
- David Hurst – Strasser
- Bruno Ganz – profesor Bruckner
- Walter Gotell – kapitan Gerhardt Mundt
- Michael Gough – pan Harrington
- Wolfgang Preiss – Lofquist
- Joachim Hansen – Fassler
- Guy Dumong – Hessen
- Carl Duering – major Ludwig Trausteiner
- Linda Hayden – Nancy
- Richard Marner – Emil Doring
- Georg Marischka – Gunther
- Günter Meisner – Farnbach
- Prunella Scales – pani Harrington
- Raúl Faustino Saldanha – Ismael
- Jurgen Anderson – Kleist
- Mervyn Nelson – Stroop
- David Brandon – Schmidt
- Monica Gearson – Gertrud
- Wolf Kahler – Schwimmer
- Gerti Gordon – Bertha

## Fabuła

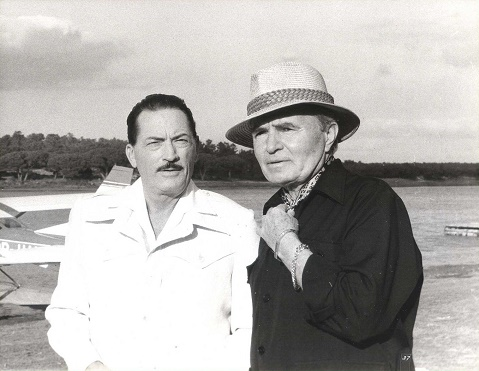
Peck i Mason na planie filmu

Lata 70. XX wieku. Młody syjonista Barry Kohler (Steve Guttenberg) przebywa w Paragwaju, gdzie odnajduje ukrywających się wysokich urzędników III Rzeszy, w tym także doktora Josefa Mengele (Gregory Peck), lekarza działającego w służbie SS w Oświęcimiu. Na tajnym spotkaniu Mengele przedstawia innym oficerom sylwetki 94 mężczyzn – sześćdziesięcioparoletnich urzędników – żyjących w różnych częściach świata, pozornie nie związanych z wojną, których wyeliminowanie ma być pierwszym elementem planu przywrócenia nowej Rzeszy nazistowskiej. Kohler nagrywa rozmowę, a o swoim odkryciu powiadamia Ezrę Liebermana (Laurence Olivier), starego Żyda, dawnego więźnia obozu koncentracyjnego, mieszkającego w Wiedniu, od lat zajmującego się tropieniem hitlerowców. Lieberman – ekscentryk, żyjący z wierną siostrą Esther (Lilli Palmer) – początkowo lekceważy chłopaka. Kiedy jednak Kohler zostaje zamordowany, postanawia przyjrzeć się sprawie. Prosi swojego kolegę dziennikarza Sidneya Beynona (Denholm Elliott) o przesyłanie nekrologów wszystkich sześćdziesięcioparolatków z całego świata, którzy zostali zamordowani lub zaginęli w niewytłumaczonych okolicznościach. Przyjaciel podchodzi do tego ze sceptycyzmem, ale godzi się mu pomóc ze względu na dawną współpracę.
Lieberman jedzie do RFN, gdzie spotyka się z panią Doring (Rosemary Harris), której mąż został niedawno zamordowany przez nieznanego sprawcę. Wdowa nie wydaje się zbytnio przejęta śmiercią małżonka. Lieberman dowiaduje się tylko, że ofiara nie była Żydem ani nigdy nie należała do organizacji faszystowskiej. Przypadkowo poznaje syna Doringów, rozpieszczonego Ericha (Jeremy Black), szczupłego, wysokiego chłopca o bladej cerze, kruczoczarnych włosach i niebieskich oczach. Kolejna wyprawa, do Anglii, przynosi spotkanie z kolejną wdową, panią Curry (Anne Meara). Od niej także nie dowiaduje się niczego nowego. Kiedy wychodzi z domu, napotyka młodego Jacka (również Jeremy Black), który wygląda, mówi oraz zachowuje się dokładnie tak jak Erich Doring. Lieberman uświadamia sobie, że być może kluczem do rozwiązania zagadki nie jest poznanie ofiar, ale ich nastoletnich synów.
Wieczorem do hotelu, w którym zatrzymał się Lieberman, przychodzi pani Curry. Opowiada, że przed czternastu laty kupiła dziecko od pewnej Niemki, Friedy Maloney (Uta Hagen) – dawniej strażniczki w Oświęcimiu, znanej z okrutnego znęcania się przede wszystkim nad małymi dziećmi, która obecnie przebywa w więzieniu (lata temu została odszukana i postawiona przed wymiarem sprawiedliwości przez Liebermana, który teraz postanawia się z nią spotkać). Tymczasem Mengele otrzymuje informacje o postępach w śledztwie Liebermana. Chce zabić starego Żyda, ale Eduard Seibert (James Mason), wysłannik finansującego plan pułkownika Reischa, nie wyraża na to zgody i proponuje przerwanie akcji. Mengele oskarża Seiberta o zdradę.
W rozmowie z Maloney Lieberman dowiaduje się, że dwadzieścia lat po II wojnie światowej była ona odpowiedzialna za wyszukiwanie bezdzietnych rodzin, w których mężczyzna miał mieć około pięćdziesięciu lat i pracować jako urzędnik państwowy, natomiast kobieta miała być znacznie od niego młodsza. Takim małżeństwom Maloney sprzedawała niemowlęta płci męskiej, które otrzymywała z Brazylii od doktora Mengele.
Lieberman konsultuje się ze znajomym biologiem, doktorem Brucknerem (Bruno Ganz). Opowiada mu o chłopcach, których widział w Niemczech i w Anglii, oraz przytacza relację Maloney. Wspólnie dochodzą do wniosku, że Mengele mógł z wykorzystaniem jakiejś części skóry Adolfa Hitlera sklonować go, a następnie klony umieścić w rodzinach, które przypominały otoczenie samego Hitlera. Twórca III Rzeszy był wychowywany przez młodą, nadwrażliwą i rozpieszczającą go matkę oraz starszego od niej ojca (który zmarł w wieku 65 lat, gdy Hitler miał 14 lat). Teraz, w połowie lat 70. i trzy dekady od zakończenia wojny, Mengele zamierza przywrócić ideę budowy silnych, nazistowskich Niemiec, a pomóc mu w tym mają 94 nastoletnie klony Hitlera. Niedługo potem wnioski Liebermana potwierdza sam Mengele w rozmowie z jednym ze swoich podwładnych.
Ze współpracy z lekarzem wycofują się jednak Seibert i jego mocodawca, przestraszeni coraz większą wiedzą Liebermana. Mengele postanawia ostatecznie rozprawić się ze starym Żydem. Ma świadomość, że ten wybiera się do Stanów Zjednoczonych, by ostrzec kolejną ofiarę, Henry’ego Wheelocka (John Dehner), farmera i hodowcę dobermanów. Lekarz przyjeżdża wcześniej, podaje się za Liebermana i zostaje wpuszczony do domu. Po pozbyciu się psów z pokoju, Mengele zabija swojego gospodarza. Chwilę później na farmę przyjeżdża Lieberman. Dochodzi do bezpośredniego pojedynku między adwersarzami, który zostaje przerwany przez wracającego ze szkoły Bobby’ego Wheelocka (również Jeremy Black), syna Henry’ego, kolejnego młodego klona Hitlera. Mengele opowiada mu o jego pochodzeniu, ale chłopiec mu nie wierzy. Dowiedziawszy się od Liebermana, co lekarz zrobił z jego ojcem, napuszcza na niego psy. Mengele umiera.
W ostatniej scenie poturbowany, wypoczywający w szpitalu Lieberman pali listę z nazwiskami innych młodych chłopców, którzy zostali wyhodowani przez Mengele.

## Nagrody i nominacje
| Rok ceremonii | Nagroda                   | Kategoria                             | Odbiorcy i nominowani | Wynik     | Źródło        |
| ------------- | ------------------------- | ------------------------------------- | --------------------- | --------- | ------------- |
| 1979          | Nagroda Akademii Filmowej | Najlepszy aktor pierwszoplanowy       | Laurence Olivier      | Nominacja | [ 12 ]        |
| 1979          | Nagroda Akademii Filmowej | Najlepszy montaż                      | Robert Swink          | Nominacja | [ 12 ]        |
| 1979          | Nagroda Akademii Filmowej | Najlepsza muzyka filmowa              | Jerry Goldsmith       | Nominacja | [ 12 ]        |
| 1979          | Złoty Glob                | Najlepszy aktor w filmie dramatycznym | Gregory Peck          | Nominacja | [ 13 ] [ 14 ] |